# Halopeplis amplexicaulis
Halopeplis amplexicaulis là loài thực vật có hoa thuộc họ Dền. Loài này được (Vahl) Ung.-Sternb. ex Ces., Pass. & Gibelli mô tả khoa học đầu tiên năm 1874.